# Christopher Daniels
Daniel Christopher Covell (* 24. Dezember 1971 in Fayetteville, North Carolina), bekannt unter seinem Ringnamen „The Fallen Angel“ Christopher Daniels ist ein US-amerikanischer Wrestler, der aktuell bei der Wrestling-Promotion All Elite Wrestling unter Vertrag steht.
Covell ist verheiratet und hat zwei Kinder; eine Tochter und einen Sohn.

## Wrestling-Karriere

### Independent-Ligen (seit 1993)
Christopher Daniels debütierte 1993 bei Windy City Pro Wrestling (WCPW), einem lokalen Wrestling-Veranstalter in Chicago, als Tag-Team-Partner von Titan in einem Match gegen die Manson Brothers. Einen Monat später durfte er schon seinen ersten Titel erringen, in dem er Trevor Blanchard um den Titel des „WCPW-Light-Heavyweight-Champion“ besiegen durfte.
Nach einiger Zeit trat er zusammen mit seinem Trainer Kevin Quinn als Tag-Team an. 1995 durften sie die „WCPW-Tag-Team-Titel“ und kurze Zeit später in Puerto Rico auch die „WWC-World-Tag-Team-Titel“ erringen.
1997 trat Daniels wieder solo an und errang im Zuge der Storyline von Bret Sanders den Titel eines „WCPW-Middleweight-Champions“. Kurz danach errang er fast zeitgleich den „World-Power-Wrestling-Heavyweight-Titel“ und den „EWF-Heavyweight-Titel“.
Ab 1999 trat Daniels in Japan als maskierter Wrestler Curry Man an. Wenig später gewann er den Titel eines „British Commonwealth Junior Heavyweight Champion“.
Zurück in Nordamerika gewann er im Februar 2000 das „Super Eight Tournament“ der Promotion East Coast Wrestling Association. Nach einem ersten kurzen Aufenthalt bei der großen Promotion World Championship Wrestling (WCW) kehrte Daniels zu Windy City Pro Wrestling zurück. Daneben durfte Daniels den Titel der Promotion Ultimate Pro Wrestling (UPW) und ein „King of the Indies“ genanntes Turnier der besten Wrestler aus unabhängigen Ligen gewinnen, das von der Promotion All Pro Wrestling (APW) veranstaltet wurde.
Daniels setzte seine Karriere bei kleineren Wrestlingpromotionen fort. 2001 holte er sich mit seinem Partner Reign die Tag-Team-Titel der Midwest-Territorien der National Wrestling Alliance (NWA). Als Einzelwrestler durfte er die Titel der ECWA, UPW und der NWA Florida erringen.
Daniels durfte im Oktober 2002 in Japan als Curry Man zusammen mit Hayashi Rice das „Futaritabi Tag Team League Tournament“ gewinnen. Im selben Monat trat er auch in England auf und errang die „Heavyweight Championship“ der Promotion Frontier Wrestling Alliance.

### World Wrestling Federation (1998–2001)
1998 unterschrieb Daniels einen Vertrag bei der damaligen World Wrestling Federation. Er trat ein paarmal in der Show „WWF Shotgun“ an und formierte mit Aaron Aguilera das Tag-Team Los Conquistadores. Nach einigen unbedeutenden Fehden und einem erfolglosen Titelmatch verließ Daniels 1999 die WWE wieder und ging zurück in die Independent-Szene.

### World Championship Wrestling (2000–2001)
Im Januar 2001 bestritt Daniels bei der WCW Show „Nitro“ ein Match gegen Michael Modest. Im Lauf dieses Matches, bei dem die Promotion beide Gegner im Hinblick auf einen längeren Vertrag begutachten wollte, misslang Daniels ein Springboard Moonsault, als er mit einem Fuß das Ringseil verfehlte und aufgrund dessen beim anschließenden Salto mit dem Hinterkopf auf dem Ringboden aufschlug. Trotz einer dadurch zugezogenen Nackenverletzung konnte Daniels das Match beenden und erhielt wie sein Gegner einen Vertrag über 90 Tage angeboten. Bis zum Verkauf an die WWE bestritt Daniels für die bereits finanziell angeschlagene WCW jedoch kein einziges Match.

### Ring of Honor Wrestling (2002–2007)
Im Januar 2002 stand Daniels im ersten Titelmatch der neuen Promotion Ring of Honor, für die er bis 2004 häufig auftrat.
Christopher Daniels wird als einer der „Gründungsväter“ von Ring of Honor (ROH) bezeichnet. Er trat im Main Event der ersten Show „The Era of Honor Begins“ in einem Triple-Threat-Match gegen Brandon Silvestry und Bryan Danielson an. Daniels musste das Match verlieren und so trat Daniels bei ROH als Heel auf, indem er sich weigerte, sich an den „Ehrenkodex“ der Promotion zu halten. Er erklärte, er wolle Ring of Honor durch die Nichtbefolgung des Kodex zerstören. Daniels wurde Gründer des Stables „The Prophecy“, in dem er die Heels der Promotion vereinigte. Daniels erschien bis 2004 in allen Shows von ROH und durfte den ROH-Tag-Team-Titel zusammen mit Donovan Morgan erringen.
Nach einem Skandal, der den Eigner der ROH-Promotion betraf, untersagte TNA Daniels 2004 weitere Auftritte. Erst nach 16 Monaten und einem Besitzerwechsel der ROH durfte Daniels dort wieder antreten. Zwischen dem 25. November 2006 und 14. Februar 2007 hielt Daniels zusammen mit Matt Sydal ein zweites Mal den ROH-Tag-Team-Titel.

### Total Nonstop Action Wrestling (2002–2010)
Seit Juni 2002 steht Daniels auch bei der ebenfalls neu gegründeten Promotion Total Nonstop Action Wrestling (TNA) unter Vertrag. Daniels trat der TNA kurz nach ihrer Gründung 2002 bei. Im Dezember 2002 bildete er mit Low-Ki und Elix Skipper zusammen das Stable Triple X. Das Stable trat in der Tag Team Division an und errang auch im Zuge der Storyline die NWA World Tag Team Championships, wechselte sich bei den Titelverteidigungen ab und trat der Sports Entertainment Xtreme-Gruppierung von Vince Russo bei. Das Stable löste sich im Juni 2003 auf, nachdem Low-Ki hauptsächlich in Japan angetreten war und die beiden übrigen Mitglieder gegen das Tag Team „America's Most Wanted“ verloren hatten. Ab Juli 2004 traten Daniels und Skipper wieder gemeinsam an, bis sie sich nach einer erneuten Niederlage gegen America’s Most Wanted am 5. Dezember 2004 beim Pay-per-View „TNA Turning Point“ wieder trennen mussten.

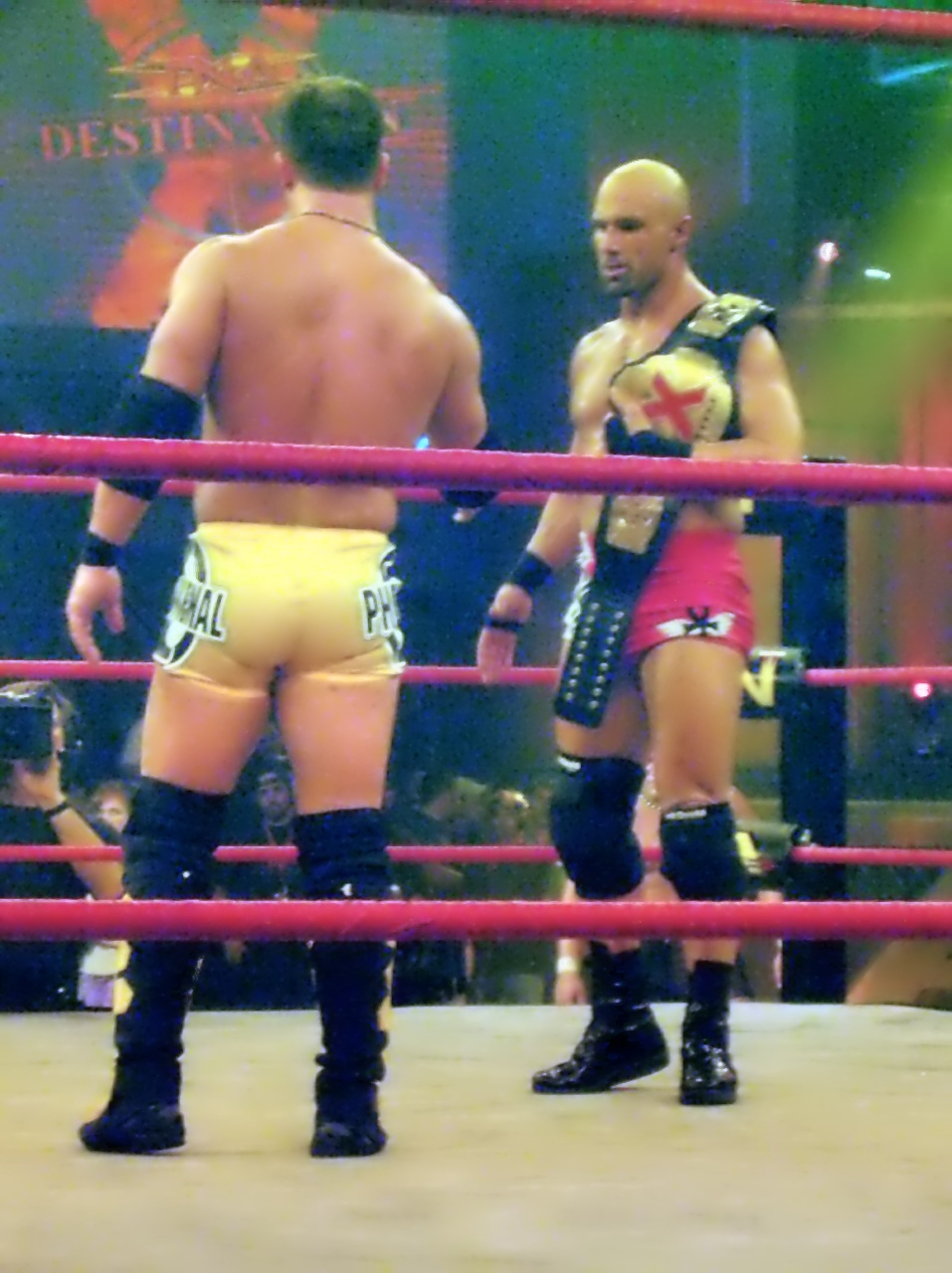
Christopher Daniels als TNA X Division Champion.

2005 führte Daniels eine lange Fehde mit AJ Styles um den TNA X-Division Championship-Gürtel. Er errang den Titel beim Pay-per-View „TNA Destination X“ 2005. Daniels wurde zum bisher am längsten amtierenden X-Division Champion in der Geschichte der TNA und hielt den Titel für über 150 Tage, bis er ihn beim PPV „TNA Unbreakable“ in einem Three Way Dance, an dem auch Samoa Joe teilnahm, wieder an Styles abgab.
Nach diversen Fehdenprogrammen konnte Daniels bei „TNA Destination X“ den X-Division-Titel kurzfristig von Samoa Joe erringen, musste diesen aber am 13. April 2006  wieder an diesen abtreten.
Am 16. Dezember 2006 errang Daniels seinen dritten TNA X-Division-Titel in einem Triple Threat-Match gegen AJ Styles und Chris Sabin, dieses Match wurde in der ersten Ausstrahlung von TNA Impact auf Spike TV gesendet. Daniels hielt den Titel bis zum PPV „Final Resolution“ 2006, wo er ihn an Chris Sabin verlieren musste.
Daniels nahm anschließend eine Pause bei TNA, um ab März 2007 als Heel, der verschiedene Wrestler mit Baseballschlägern und anderen Gegenständen angriff, in die Show zurückzukehren. Im Dezember wurde ihm gemäß der Storyline gekündigt und kurz darauf kehrte er als maskierter Curry Man zurück. Unter diesem Namen trat er ein Jahr lang auf. Der Charakter „Curry Man“ war mehr auf Humor ausgelegt und bald agierte als sein Partner Shark Boy, ein ebenfalls maskierter Wrestler. Im Dezember 2008 wurde diese Figur aus der Storyline geschrieben.
Anfang 2009 trat Daniels als maskierter Wrestler Suicide auf, weil Kaz, der bis dahin als „Suicide“ auftrat, eine Verletzung erlitten hatte. Am 15. März errang er in der Figur des Suicide die TNA X-Division-Championship.
Im April 2009 kehrte Daniels als Christopher Daniels wieder offiziell zu TNA zurück. Es folgten Fehdenprogramme gegen Samoa Joe, AJ Styles und Sean Morley, ehe er im Frühjahr 2010 entlassen wurde.

### Rückkehr zur ROH Wrestling (2010–2011)
Beim PPV Big Bang am 3. April 2010 kehrte Christopher Daniels überraschend wieder zu Ring of Honor zurück. Am 10. Dezember 2010 durfte er Eddie Edwards um den ROH Television Title besiegen, den er am 26. Juni 2011 beim iPPV The Best in the World im Hammerstein Ballroom an El Generico verlor. Dies war gleichzeitig sein letzter Auftritt für ROH.

### Rückkehr zur TNA Wrestling (2011–2014)
Seine Rückkehr zu TNA erfolgte am 31. Januar 2011, erneut als Suicide. Am 16. März 2011 kehrte Daniels auch als er selbst zurück. Dabei war er ein halbes Jahr Mitglied des Stables Fortune.
Bei Sacrifice am 13. Mai 2012 gewann er mit Kazarian die TNA World Tag Team Championship von Magnus und Samoa Joe. Am 10. Juni 2012 bei Slammiversary X verloren sie den Titel an AJ Styles und Kurt Angle, gewannen ihn jedoch bei Impact Wrestling am 28. Juni 2012 zurück. Bei Bound for Glory am 14. Oktober 2012 verloren sie die Tag Team-Titel an Chavo Guerrero und Hernandez.

### Zweite Rückkehr zur ROH Wrestling (seit 2014)
Am 17. Mai 2014 kündigte Daniels beim War of the Worlds Event an, dass er am 22. Juni seine Rückkehr zu ROH bei Best in the World 2014 feiern werde.

## Wrestling-Erfolge
Total Nonstop Action Wrestling
- TNA X Division Championship (3×)

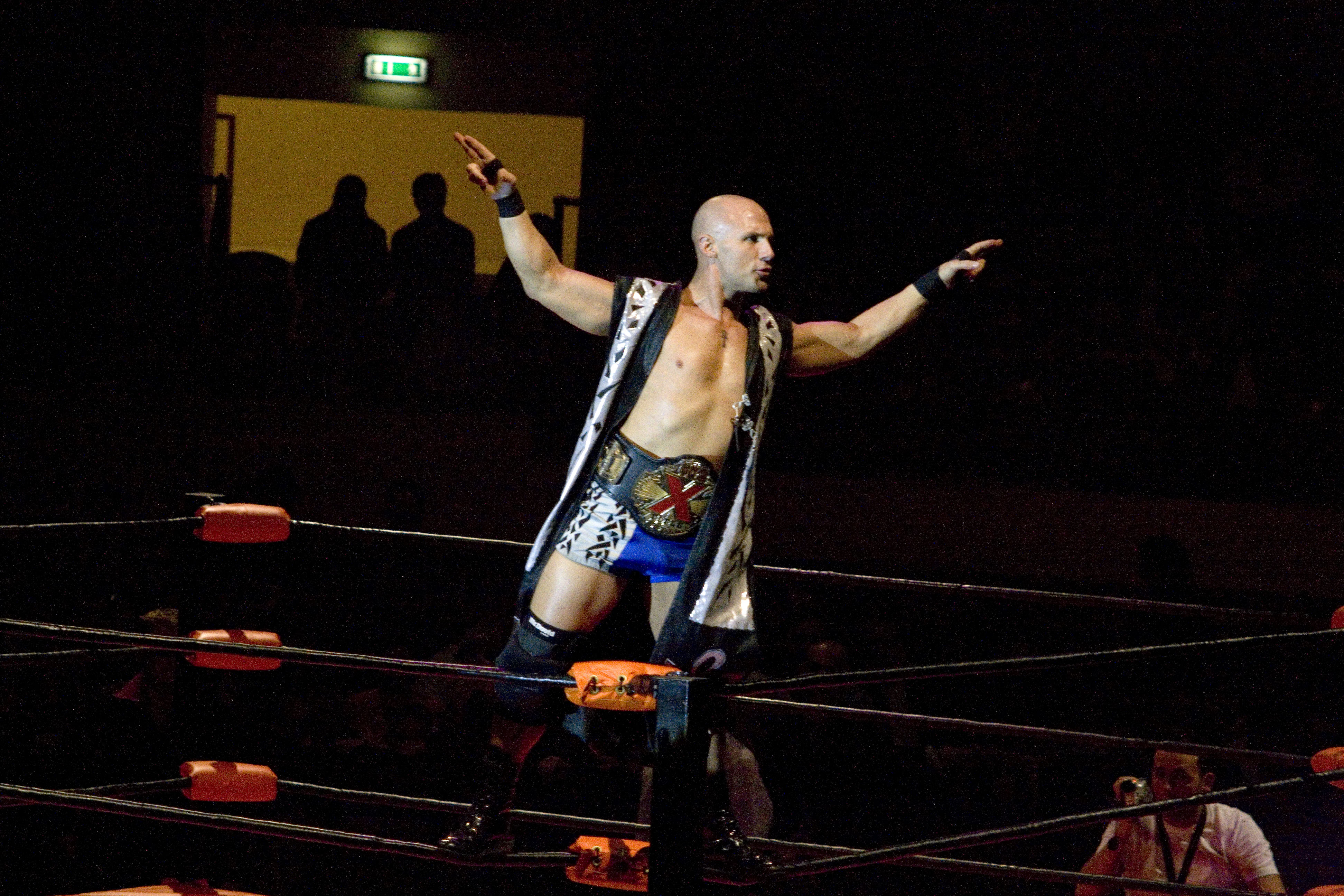
Daniels als TNA X Division Champion (2007)

- TNA World Tag Team Championship (2× mit Kazarian)
- NWA World Tag Team Championship (3× mit Low Ki und Elix Skipper, 1× mit James Storm, 2× mit AJ Styles)

Ring of Honor
- ROH World Championship (1×)
- ROH World Television Championship (1×)
- ROH World Tag Team Championship (1× mit Donovan Morgan, 1× Matt Sydal, 2× mit Frankie Kazarian)

New Japan Pro-Wrestling
- IWGP Junior Heavyweight Tag Team Championship (1× mit American Dragon)

All Pro Wrestling
- APW Worldwide Internet Championship (1×)

Ballpark Brawl
- Natural Heavyweight Championship (1×)

East Coast Wrestling Association
- ECWA Heavyweight Championship (2×)

Empire Wrestling Federation
- EWF Heavyweight Championship (1×)

Frontier Wrestling Alliance
- British Heavyweight Championship (1×)

Impact Championship Wrestling
- ICW Tag Team Championship (1×)

Michinoku Pro Wrestling
- British Commonwealth Junior Heavyweight Championship (1×)
- Futaritabi Tag Team League (1× mit Super Rice Boy)

Midwest Championship Wrestling
- MCW Tag Team Championship (1× mit Reign)

NWA Florida
- NWA Florida Heavyweight Championship (1×)

NWA Midwest
- NWA Midwest Tag Team Championship (1× mit Kevin Quinn)

Premier Wrestling Federation
- PWF United States Championship (1×)

Pro-Pain Pro Wrestling
- 3PW World Heavyweight Championship (1×)

Pro Wrestling Zero1-Max
- Zero1-Max United States Openweight Championship (1×)

Ultimate Pro Wrestling
- UPW Heavyweight Championship (2×)

Windy City Pro Wrestling
- WCPW League Championship (1×)
- WCPW Lightweight Championship (1×)
- WCPW Middleweight Championship (1×)
- WCPW Tag Team Championship (1× mit Kevin Quinn, 1× mit Mike Anthony)

World Power Wrestling
- WPW Heavyweight Championship (1×)

World Wrestling Council
- WWC World Tag Team Championship (1× mit Kevin Quinn)